# Catacumbas de San Gennaro

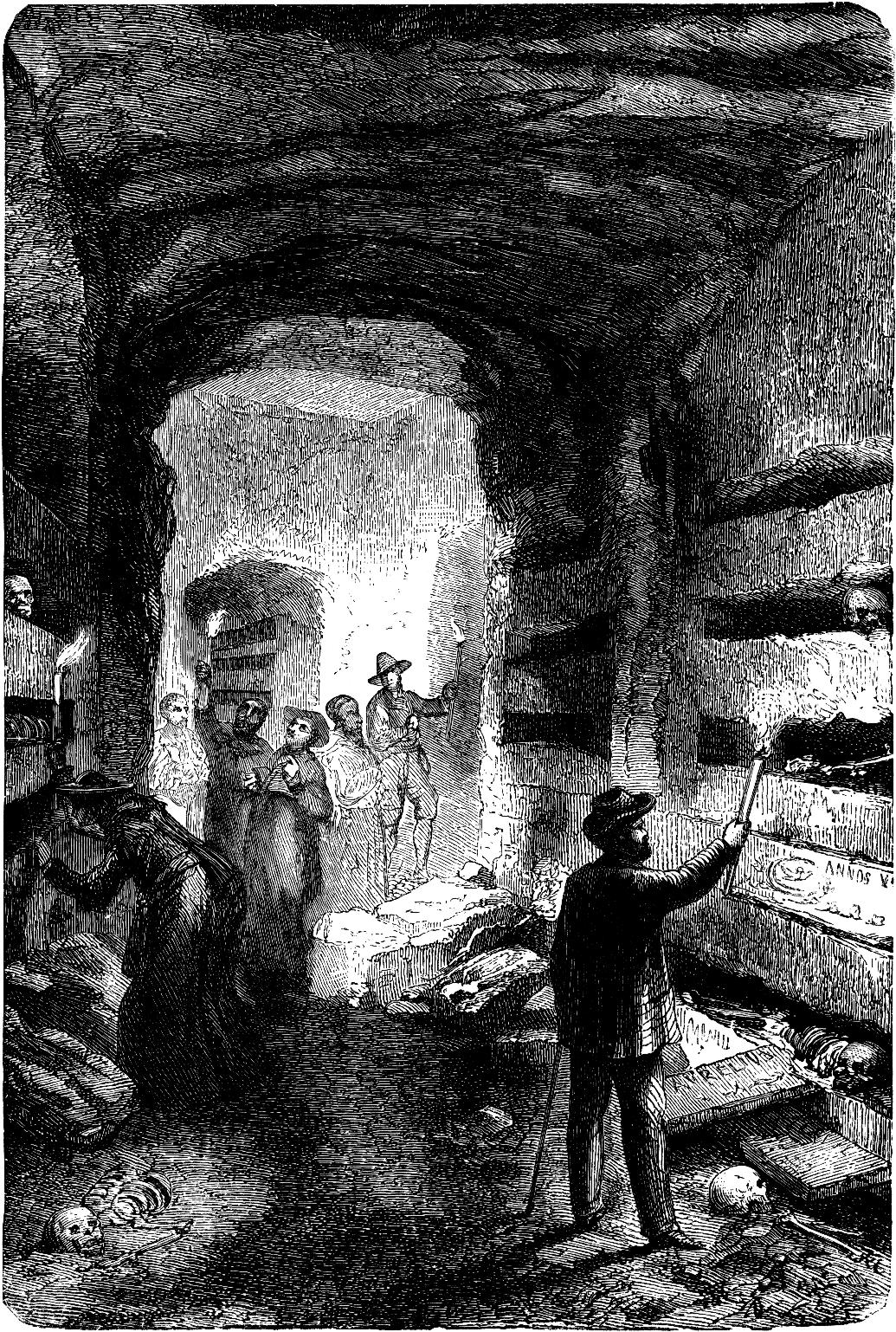
Grabado de las catacumbas de Nápoles, publicado en un relato de un de viajero inglés de 1877.

Las catacumbas de San Gennaro son centros subterráneos de enterramientos paleocristianos, ubicados en Nápoles, Italia. Se encuentra en la parte de norte de la ciudad, en la ladera que conduce a Capodimonte. El lugar se encuentra fácilmente identificado por la gran iglesia de Madre del Buon Consiglio.

## Historia

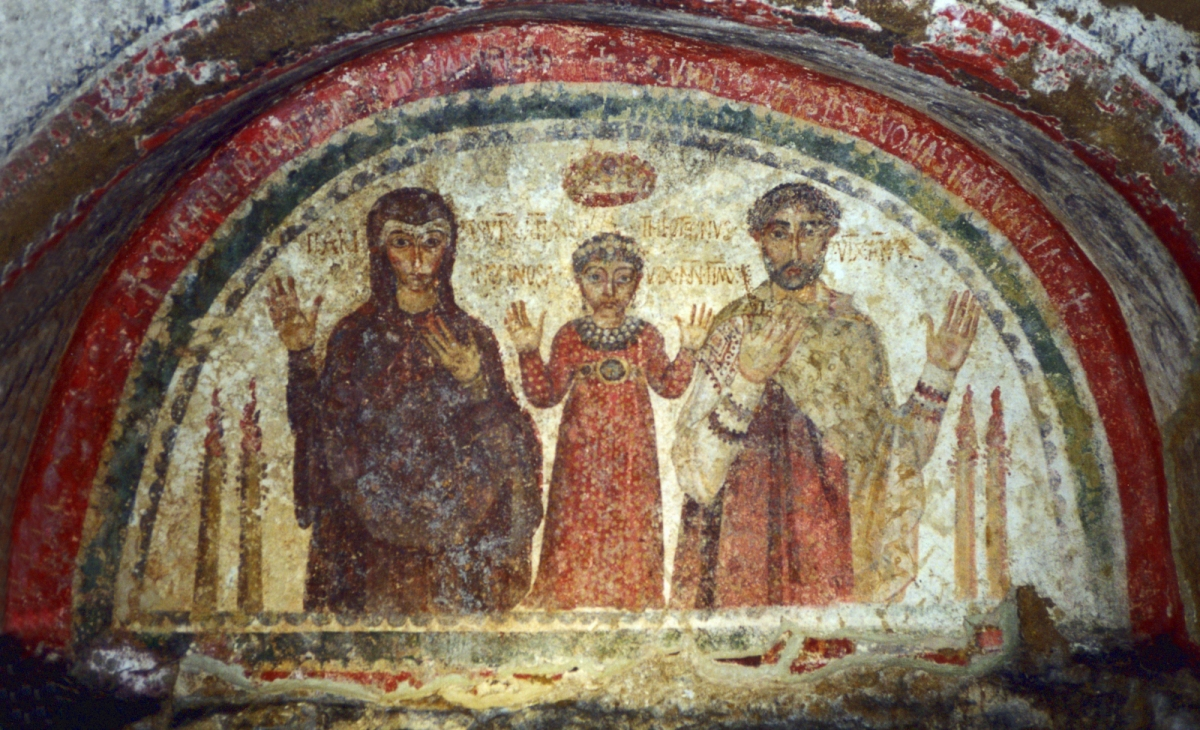
Fresco en las catacumbas de San Gennaro.

Originalmente, existían tres cementerios separados, dedicados a San Gaudioso, San Severo y San Genaro. Estas catacumbas eran diferentes de sus contrapartes romanas en que contaban con pasillos más amplios a lo largo de sus dos niveles. El nivel inferior es el más antiguo, pues se remonta a los siglos III y IV y podrían haber sido el lugar de un cementerio precristiano más antiguo y que fue, luego, usado por la nueva secta. Presuntamente, se convirtió en un importante centro religioso de entierros solo después de que el obispo Agripino de Nápoles fuera sepultado allí. El segundo nivel fue expandido para abarcar los otros dos cementerios adyacentes.
Probablemente la primera estructura fue el resultado de la fusión de dos antiguos centros de entierro, uno del siglo II que contenía los restos de San Agripino, el primer santo patrón de Nápoles, y el sitio del siglo IV que contenía los restos de San Gennaro, el santo patrón de la ciudad.
Las catacumbas fueron consagradas a Gennaro (Januarius) en el siglo V con ocasión de la sepultura de sus restos allí, los cuales fueron posteriormente trasladados a la Catedral de Nápoles. Hasta el siglo XI, las catacumbas fueron el lugar de entierro de los obispos de Nápoles. Entre el siglo XIII y el siglo XVIII, fueron objeto de graves saqueos. La restauración de las catacumbas se inició después del traslado de los restos a otro cementerio.